# Konklave Oktober 1978

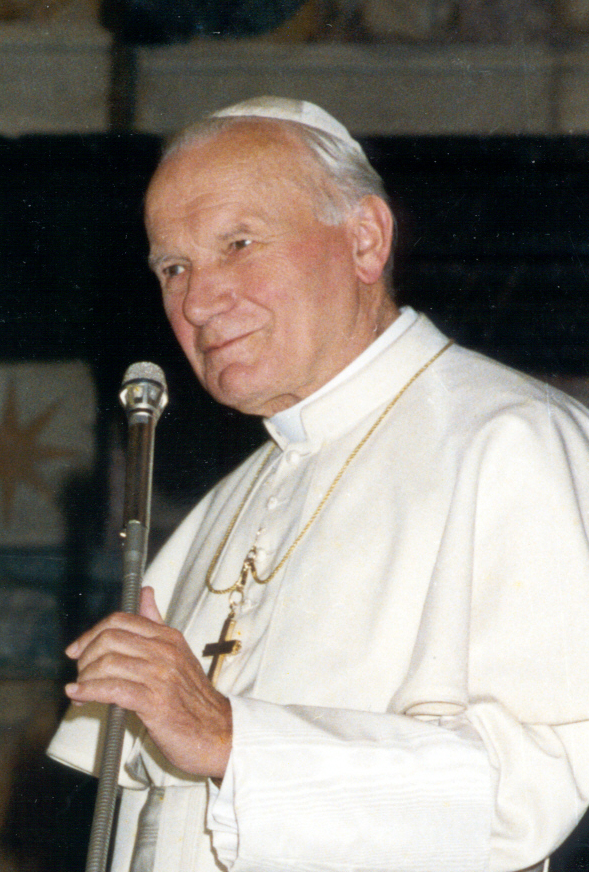
Der beim Konklave gewählte Papst Johannes Paul II. (Bild von 1991)

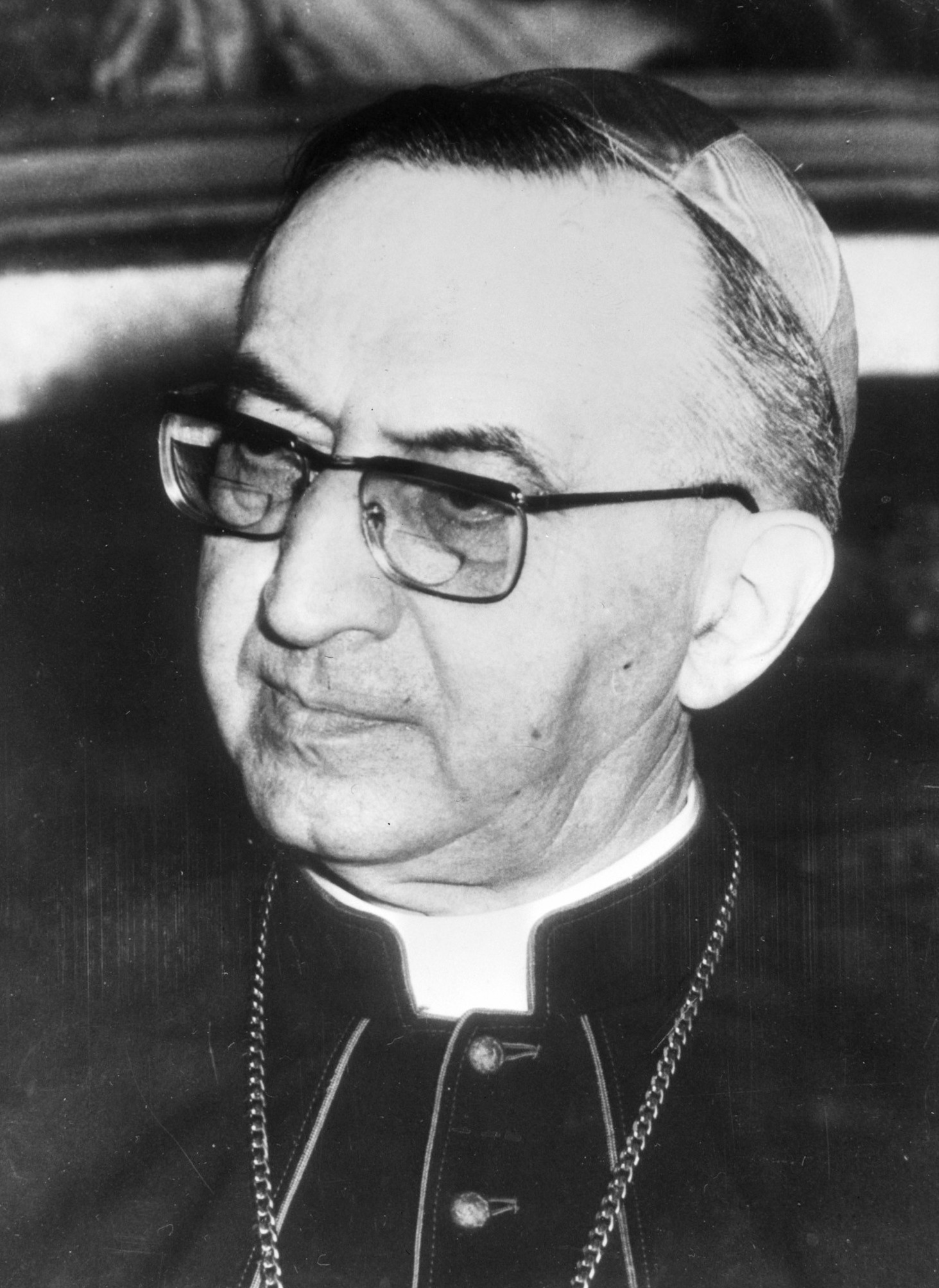
Kardinal Villot, während der Sedisvakanz Camerlengo

Wappen des Heiligen Stuhls zur Sedisvakanz (Camerlengo Jean-Marie Kardinal Villot)

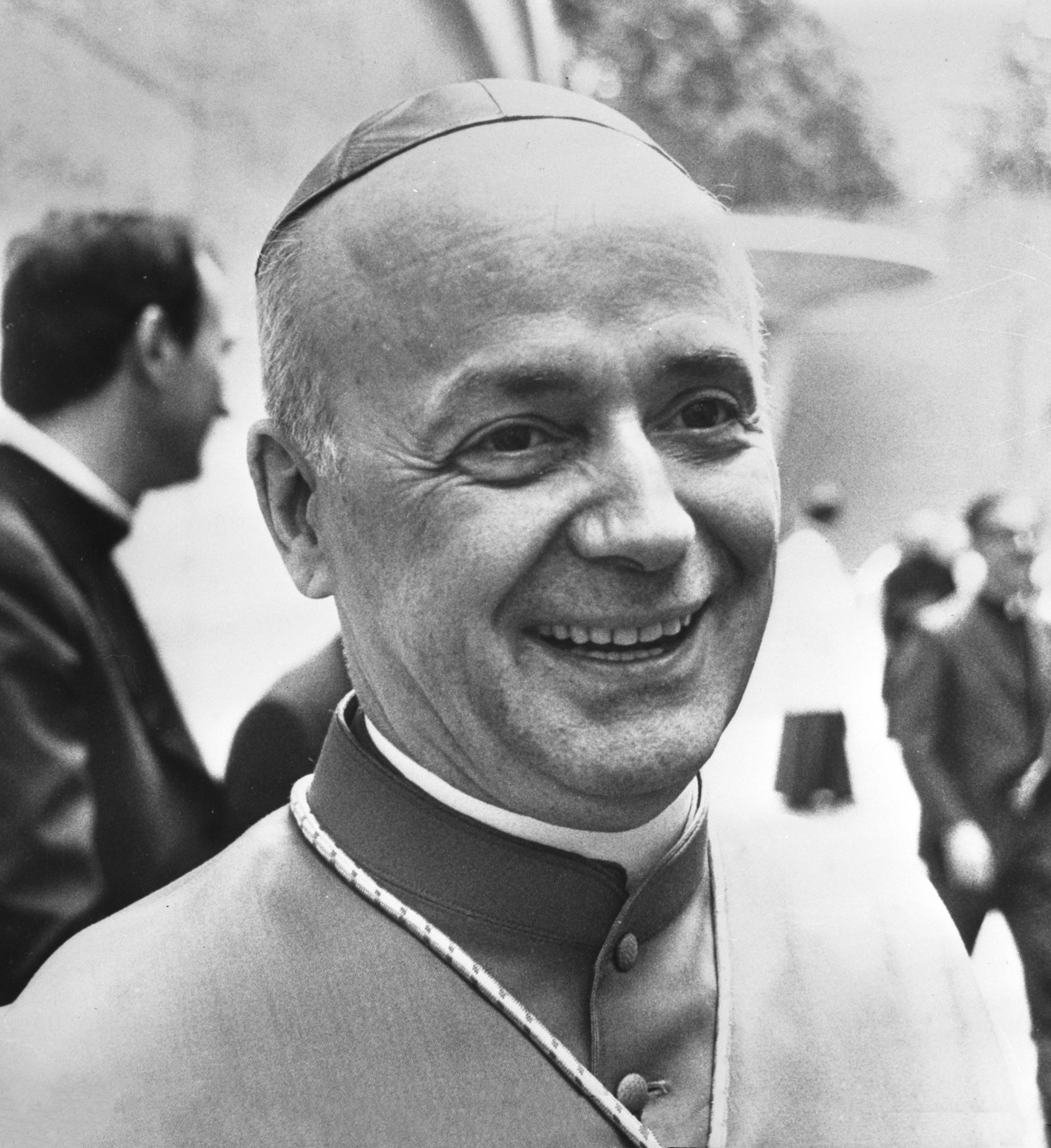
Giovanni Benelli, papabili-Kandidat aus dem gemäßigt-liberalen Lager

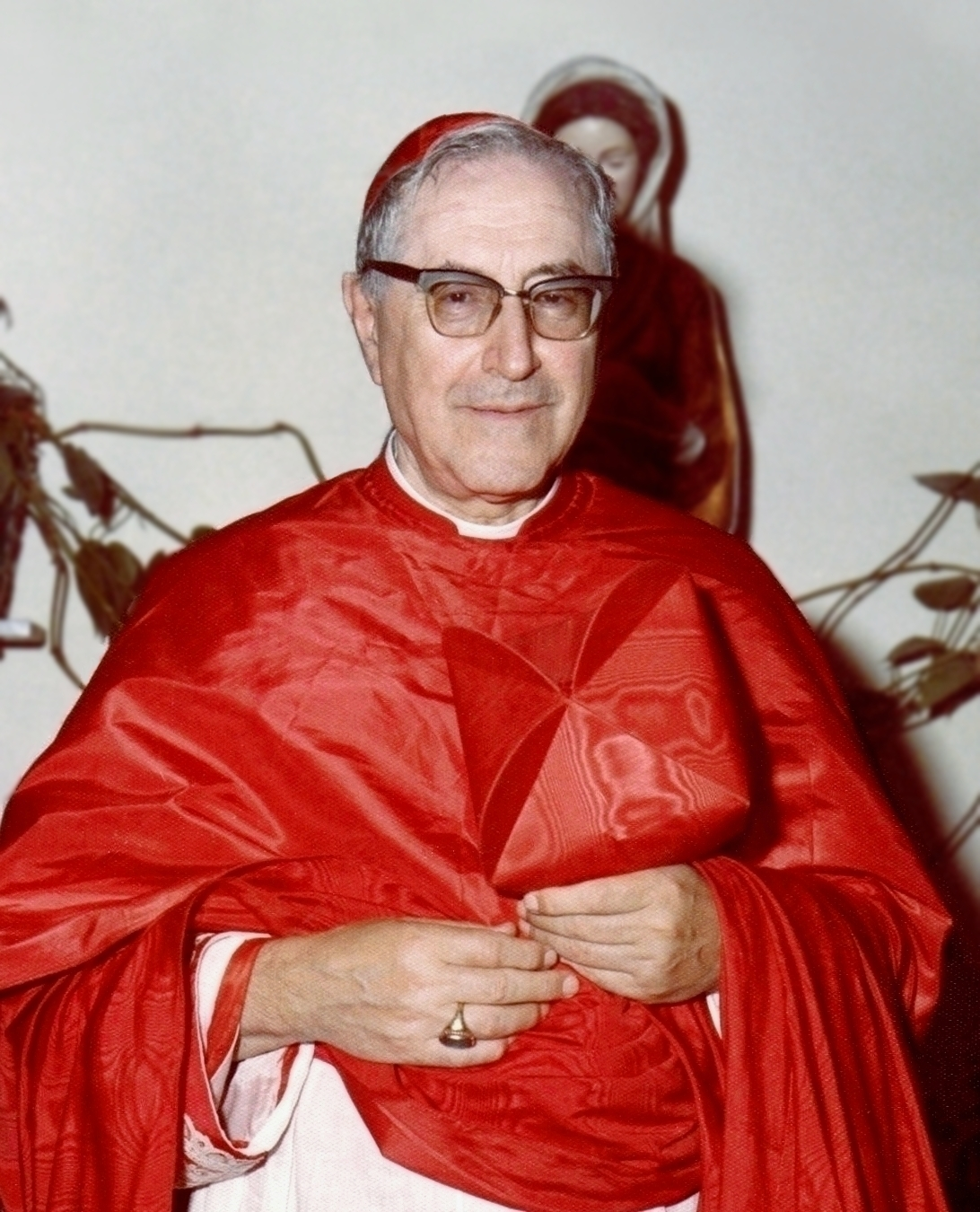
Giuseppe Siri, Erzbischof von Genua und papabili-Kandidat aus dem konservativen Lager

Das Konklave im Oktober 1978 fand vom 14. Oktober bis zum 16. Oktober 1978 in Rom statt. Das Konklave war notwendig geworden, da Papst Johannes Paul I. nach nur 33 Tagen im Amt verstorben war. Im Konklave wurde der Erzbischof von Krakau Karol Wojtyła als Papst Johannes Paul II. gewählt. Es benötigte zwei Tage und acht Wahlgänge für seine Wahl, bis am Abend des 16. Oktober gegen 19:00 Uhr MEZ der neue Papst zum ersten Mal auf der Loggia des Petersdoms erschien.

## Amtsträger oder Funktionsinhaber
Während der Sedisvakanz nach dem Tod von Papst Johannes Paul I. vom 28. September 1978 bis zum 16. Oktober 1978 wurden die genannten Ämter von folgenden Personen ausgeübt:
- Camerlengo: Jean-Marie Kardinal Villot
- Kardinaldekan: Carlo Kardinal Confalonieri
- Subdekan des Kardinalskollegiums: Paolo Kardinal Marella
- Päpstlicher Zeremonienmeister: Erzbischof Virgilio Noè
- Kardinalvikar für die Diözese Rom: Ugo Kardinal Poletti
- Almosenier Seiner Heiligkeit: Erzbischof Antonio Maria Travia
- Erzpriester der Vatikanbasilika: Paolo Kardinal Marella

Da sowohl der Kardinaldekan als auch der Kardinalsubdekan älter als 80 Jahre und damit nicht mehr teilnahmeberechtigt waren, wurde das Konklave von dem ranghöchsten Kardinalbischof, Kardinal Villot, geleitet.

## Teilnehmer
An der Wahl nahmen, wie schon bei dem vorherigen Konklave im August, 111 Kardinäle teil:
- Bernard Jan Alfrink ( Niederlande)
- Luis Aponte Martínez ( Puerto Rico)
- Juan Carlos Aramburu ( Argentinien)
- Paulo Evaristo Arns OFM ( Brasilien)
- Corrado Bafile ( Italien)
- Sebastiano Baggio ( Italien)
- William Wakefield Baum ( Vereinigte Staaten)
- Giovanni Benelli ( Italien)
- Alfred Bengsch ( DDR/ BR Deutschland/ Berlin)
- Octavio Antonio Beras Rojas ( Dominikanische Republik)
- Paolo Bertoli ( Italien)
- José María Bueno y Monreal ( Spanien)
- John Carberry ( Vereinigte Staaten)
- Francesco Carpino ( Italien)
- Mario Casariego CRS ( Spanien)
- Mario Luigi Ciappi ( Italien)
- John Cody ( Vereinigte Staaten)
- Giovanni Colombo ( Italien)
- Terence Cooke ( Vereinigte Staaten)
- Thomas Cooray OMI ( Sri Lanka)
- Joseph Cordeiro ( Pakistan)
- Justinus Darmojuwono ( Indonesien)
- John Francis Dearden ( Vereinigte Staaten)
- Maximilien de Fürstenberg ( Belgien)
- Reginald John Delargey ( Neuseeland)
- Léon-Étienne Duval ( Algerien)
- Dominic Ignatius Ekandem ( Nigeria)
- Vicente Enrique y Tarancón ( Spanien)
- Pericle Felici ( Italien), (Kardinalprotodiakon)
- George Bernard Flahiff CSB ( Kanada)
- Ermenegildo Florit ( Italien)
- James Darcy Freeman ( Australien)
- Bernardin Gantin ( Benin)
- Gabriel-Marie Garrone ( Frankreich)
- Marcelo González Martín ( Spanien)
- Paul Gouyon ( Frankreich)
- Gordon Gray ( Vereinigtes Königreich)
- Sergio Guerri ( Italien)
- Louis-Jean Guyot ( Frankreich)
- Joseph Höffner ( BR Deutschland)
- Basil Hume ( Vereinigtes Königreich)
- Narciso Jubany ( Spanien)
- Stephen Kim Sou-hwan ( Südkorea)
- James Robert Knox ( Australien)
- Franz König ( Österreich)
- John Joseph Krol ( Vereinigte Staaten)
- Juan Landázuri Ricketts OFM ( Peru)
- Paul-Émile Léger ( Kanada)
- László Lékai ( Ungarn)
- Aloísio Lorscheider ( Brasilien)
- Joseph-Albert Malula ( Zaire)
- Timothy Manning ( Vereinigte Staaten)
- François Marty ( Frankreich)
- Josef Clemens Maurer CSsR ( Bolivien/ BR Deutschland)
- Owen McCann ( Südafrika)
- Humberto Sousa Medeiros ( Vereinigte Staaten)
- Umberto Mozzoni ( Italien)
- Aníbal Muñoz Duque ( Kolumbien)
- Pablo Muñoz Vega ( Ecuador)
- Mario Nasalli Rocca di Corneliano ( Italien)
- Emmanuel Kiwanuka Nsubuga ( Uganda)
- Silvio Oddi ( Italien)
- Maurice Michael Otunga ( Kenia)
- Pietro Palazzini ( Italien)
- Salvatore Pappalardo ( Italien)
- Joseph Parecattil ( Indien)
- Giuseppe Paupini ( Italien)
- Michele Pellegrino ( Italien)
- Paul-Pierre Philippe OP ( Frankreich)
- Lawrence Trevor Picachy ( Indien)
- Sergio Pignedoli ( Italien)
- Eduardo Francisco Pironio ( Argentinien)
- Ugo Poletti ( Italien)
- Antonio Poma ( Italien)
- Raúl Francisco Primatesta ( Argentinien)
- José Humberto Quintero Parra ( Venezuela)
- Joseph Ratzinger ( BR Deutschland)
- Victor Razafimahatratra ( Madagaskar)
- Alexandre-Charles Renard ( Frankreich)
- António Ribeiro ( Portugal)
- Julio Rosales y Ras ( Philippinen)
- Agnelo Rossi ( Brasilien)
- Opilio Rossi ( Italien)
- Maurice Roy ( Kanada)
- Laurean Rugambwa ( Tansania)
- José Salazar López ( Mexiko)
- Eugênio de Araújo Sales ( Brasilien)
- Antonio Samorè ( Italien)
- Alfredo Vicente Scherer ( Brasilien)
- Joseph Schröffer ( BR Deutschland)
- Giuseppe Maria Sensi ( Italien)
- Franjo Šeper ( Jugoslawien)
- Stephanos I. Sidarouss ( Ägypten)
- Raúl Silva Henríquez ( Chile)
- Jaime Lachica Sin ( Philippinen)
- Giuseppe Siri ( Italien)
- Léon-Joseph Suenens ( Belgien)
- Pio Taofinuʻu ( Westsamoa)
- Hyacinthe Thiandoum ( Senegal)
- František Tomášek ( Tschechoslowakei)
- Joseph Marie Trịnh Như Khuê ( Vietnam)
- Corrado Ursi ( Italien)
- Egidio Vagnozzi ( Italien)
- Avelar Brandão Vilela ( Brasilien)
- Jean-Marie Villot ( Frankreich)
- Hermann Volk ( BR Deutschland)
- Johannes Willebrands ( Niederlande)
- Karol Wojtyła ( Polen) (zu Johannes Paul II. gewählt)
- John Joseph Wright ( Vereinigte Staaten)
- Stefan Wyszyński ( Polen)
- Paul Zoungrana M. Afr. ( Obervolta)

Der polnische Kurienkardinal Bolesław Filipiak nahm aus Krankheitsgründen nicht teil und starb am ersten Tag des Konklaves. Weitere 15 Kardinäle waren aufgrund ihres Alters nicht mehr wahlberechtigt. Dies war das erste Konklave, bei dem Kardinäle aus Europa in der Minderheit waren. Gegenüber dem Ersten Konklave 1978 im August war nur der amerikanische Kurienkardinal John Joseph Wright neu dabei, der bei der Wahl Johannes Pauls I. krankheitsbedingt gefehlt hatte.

### Nicht teilnahmeberechtigte Kardinäle
Durch die in Ingravescentem aetatem (1970) festgelegte und in Romano Pontifici Eligendo wiederholte Regelung waren Kardinäle, die das 80. Lebensjahr vollendet hatten, von der Wahl ausgeschlossen. Insgesamt waren 15 Kardinäle betroffen.
- Carlos Carmelo de Vasconcellos Motta, Erzbischof von Aparecida
- Josef Frings, emeritierter Erzbischof von Köln
- Antonio Caggiano, emeritierter Erzbischof von Buenos Aires
- James Francis McIntyre, emeritierter Erzbischof von Los Angeles
- Alfredo Ottaviani, emeritierter Präfekt der Kongregation für die Glaubenslehre
- Carlo Confalonieri, Dekan des Kardinalskollegiums
- Antonio María Barbieri, emeritierter Erzbischof von Montevideo
- Alberto di Jorio, pensionierter Kurienkardinal
- Paolo Marella, Subdekan des Kardinalskollegiums
- Jossyf Slipyj, Großerzbischof von Lemberg
- Lawrence Shehan, emeritierter Erzbischof von Baltimore
- Patrick Aloysius O’Boyle, emeritierter Erzbischof von Washington
- Pietro Parente, Theologe
- Miguel Darío Miranda y Gómez, emeritierter Erzbischof von Mexiko
- Ferdinando Giuseppe Antonelli, emeritierter Sekretär der Ritenkongregation

## Verlauf
Wojtyła galt als Außenseiter. Favoriten in den ersten Wahlgängen waren die beiden italienischen Kardinäle Giuseppe Siri für den konservativen Flügel und der Erzbischof von Florenz, Giovanni Benelli, für den liberaleren Flügel.
Kardinal Siri war der einzige ernstzunehmende Konkurrent gegenüber Albino Luciani im vorangegangenen Konklave gewesen, so dass er naturgemäß auch jetzt als papabile galt. Allerdings nahmen die Kardinäle zu Beginn des Konklaves ein Interview zur Kenntnis, das Siri dem Journalisten Gianni Licheri für die Gazzetta del popolo gegeben hatte, in dem er Johannes XXIII. und Paul VI. respektvoll aber deutlich kritisierte und von den durch das Zweite Vatikanische Konzil verursachten Umwälzungen als einem Desaster sprach. Später wurde bekannt, dass Siri sich das Versprechen hatte geben lassen, das Interview werde erst nach dem Konklave veröffentlicht werden, die Herausgeber der Zeitung sich daran aber nicht gehalten hatten. Das Interview gilt als ein Fauxpas des Kardinals; inwieweit es seiner Kandidatur wirklich geschadet hat, kann indes kaum gesagt werden, weil Siri in der langen Zeit, in der er inzwischen Kardinal war, nie ein Geheimnis aus seinen Ansichten gemacht hatte.
Der zweite italienische Kandidat, Giovanni Benelli war erst im letzten Konsistorium von Paul VI. zusammen mit Joseph Ratzinger, Bernardin Gantin und Mario Luigi Ciappi kreiert worden. Trotz seines für einen Papstkandidaten eher jugendlichen Alters von 57 Jahren bekam er nicht unerhebliche Unterstützung aus den progressiven Reihen, auch außerhalb Italiens.
Als Kompromisskandidat unter den Italienern wurde der 76-jährige Erzbischof von Mailand, Giovanni Colombo gehandelt, der aber deutlich machte, eine etwaige Wahl nicht annehmen zu wollen und stattdessen die Kandidatur Benellis unterstützte.
Im ersten Wahlgang am 15. Oktober 1978 erhielten Siri und Benelli je etwa 30 Stimmen, während sich die übrigen Stimmen zersplitterten. Im unmittelbar darauf stattfindenden Wahlgang konnte Benelli seine Stimmenzahl verdoppeln, während die Stimmen für Siri stagnierten. Während der Mittagspause kam es wohl zu einem Schulterschluss zwischen den kurialen Kritikern Benellis mit den eher traditionalistisch eingestellten Kardinälen, jedenfalls fiel Benelli auf 42 Stimmen zurück, während Siri sein Ergebnis auf 60 Stimmen verbessern konnte. Im vierten Wahlgang erlangte Siri sogar 70 Stimmen, nur fünf weniger, als er für eine Wahl benötigt hätte, während die Stimmen Benellis sich auf andere Kandidaten verteilten. Der später gewählte Karol Wojtyła erhielt hierbei 5 Stimmen.
Hiernach schien die Wahl Siris unmittelbar bevor zu stehen, doch scheiterte er daran, die fehlenden fünf Stimmen zu akquirieren. Giulio Andreotti und Benny Lai sollen später berichtet haben, dass einige Kardinäle ihre Zustimmung zu Siris Kandidatur von dessen Bereitschaft abhängig machten, Benelli zum Kardinalstaatssekretär zu berufen, was Siri jedoch ablehnte.
Wohl deswegen verlor Siri am folgenden Tag im fünften Wahlgang des Konklaves einige Stimmen an den Mailänder Colombo und den niederländischen Kardinal Johannes Willebrands, während Wojtyła seine Stimmenzahl auf 11 steigern konnte. Im folgenden Wahlgang steigerte Wojtyła sein Ergebnis weiter, während Siri und Benelli jetzt beide etwa 40 Stimmen erlangten.
In der Mittagspause dieses dritten Tages machte Kardinal König die Runde unter den nichtitalienischen Kardinälen, um die Kandidatur Wojtyłas zu unterstützen. Das hatte zur Folge, dass Wojtyła im siebenten Wahlgang an den beiden italienischen Favoriten vorbeiziehen konnte. Diese Entwicklung war nicht mehr aufzuhalten und im achten Wahlgang wurde Wojtyła mit deutlicher Mehrheit – die Angaben schwanken zwischen 99 und 104 Stimmen – gewählt.

## Trivia
- Laut dem Papst-Biographen Andreas Englisch, der Johannes Paul II. einige Jahre begleitete, war Wojtyła gerade noch rechtzeitig zur Wahl erschienen, bei der er selbst zum Papst gewählt wurde.
- Wojtyła war in Italien vorher weitgehend unbekannt. Der Erzbischof von Guatemala, Mario Casariego, soll sogar – so berichtet eine Anekdote – erst nach dem unbekannten Kardinal Bottiglia gefragt haben. Das so ähnlich klingende Wojtyła verwechselte er mit dem italienischen Wort für Flasche.[4]
- Während der Inthronisation des neuen Papstes soll Kardinal Wyszyński zu Papst Johannes Paul II. gesagt haben: „Du bist dazu berufen und wirst die Kirche standhaft ins neue Jahrtausend führen.“